# Neuseeländische Frauen-Cricket-Nationalmannschaft in England in der Saison 2024
Die Tour der neuseeländische Frauen-Cricket-Nationalmannschaft nach England in der Saison 2024 fand vom 26. Juni bis zum 17. Juli 2024 statt. Die internationale Cricket-Tour war Bestandteil der internationalen Cricket-Saison 2024 und umfasste drei WODIs und fünf WTwenty20s. England gewann die WODI-Serie 3–0 und die WT20-Serie 5–0.

## Vorgeschichte
England bestritt zuvor eine Tour in England, während es für Neuseeland die erste Tour der Saison war. Das letzte Aufeinandertreffen der beiden Mannschaften bei einer Tour fand in der Saison 2023/24 in Neuseeland statt.

## Stadion
Die folgenden Stadien wurden für die Tour ausgewählt und am 4. Juli 2023 bekanntgegeben.
| Stadion               | Stadt             | Kapazität | Spiele  |
| --------------------- | ----------------- | --------- | ------- |
| Bristol County Ground | Bristol           | 17.500    | 3. WODI |
| St Lawrence Ground    | Canterbury        | 7.000     | 3. WT20 |
| Emirates Durham       | Chester-le-Street | 17.000    | 1. WODI |
| County Cricket Ground | Hove              | 7.000     | 2. WT20 |
| The Oval              | London            | 23.500    | 4. WT20 |
| Lord’s Cricket Ground | London            | 30.000    | 5. WT20 |
| Rose Bowl             | Southampton       | 6.500     | 1. WT20 |
| New Road              | Worcester         | 5.500     | 2. WODI |

## Kaderlisten
Neuseeland benannte seine Kader am 5. Juni 2024.
England benannte seinen WODI-Kader am 14. Juni 2024.
| WODI | WODI | WTwenty20 | WTwenty20 |
| England | Neuseeland | England | Neuseeland |
| --- | --- | --- | --- |
| - Heather Knight (K) - Tammy Beaumont - Lauren Bell - Maia Bouchier - Alice Capsey - Kate Cross - Charlie Dean - Sophia Dunkley - Sophie Ecclestone - Lauren Filer - Sarah Glenn - Amy Jones (wk) - Natalie Sciver-Brunt - Danni Wyatt | - Sophie Devine (K) - Suzie Bates - Eden Carson - Lauren Down - Izzy Gaze (wk) - Maddy Green - Mikaela Greig - Brooke Halliday - Fran Jonas - Amelia Kerr - Jess Kerr - Molly Penfold - Georgia Plimmer - Hannah Rowe | - Heather Knight (K) - Lauren Bell - Maia Bouchier - Alice Capsey - Charlie Dean - Sophia Dunkley - Sophie Ecclestone - Lauren Filer - Danielle Gibson - Sarah Glenn - Bess Heath (wk) - Amy JonesAmy Jones (wk) - Freya Kemp - Natalie Sciver-Brunt - Linsey Smith - Danni Wyatt | - Sophie Devine (K) - Suzie Bates - Eden Carson - Izzy Gaze (wk) - Maddy Green - Mikaela Greig - Brooke Halliday - Fran Jonas - Leigh Kasperek - Amelia Kerr - Jess Kerr - Molly Penfold - Georgia Plimmer - Hannah Rowe - Lea Tahuhu |

## Tour Matches
| 21. Juni | Leicester | Neuseeland 274-5 (50)          | – | ECB Development XI 230 (43.2) |
|          |           | Neuseeland gewinnt mit 44 Runs |   |                               |

## Women’s One-Day Internationals

### Erstes WODI in Chester-le-Street
| 26. Juni Scorecard | Chester-le-Street | Neuseeland 156 (33.3)         | – | England 157-1 (21.2) |
|                    |                   | England gewinnt mit 9 Wickets |   |                      |

Neuseeland gewann den Münzwurf und entschied sich als Schlagmannschaft zu beginnen. Für sie formten die Eröffnungs-Batterinnen Suzie Bates und Georgia Plimmer eine Partnerschaft. Bates erreichte 16 Runs und nachdem Amelia Kerr aufs Feld kam, schied Plimmer nach 29 Runs aus. Ihr folgte Sophie Devine. Kerr schied nach 10 Runs aus und Devine nach 13 Runs, bevor Brooke Halliday und Izzy Gaze eine weitere Partnerschaft formten. Gaze erzielte 12 Runs und die ihr folgende Jess Kerr 10 Runs. Halliday verlor das letzte Wicket des Innings nach einem Fifty über 51 Runs und setzte so die Vorgabe auf 157 Runs. Beste englische Bowlerin war Charlie Dean mit 4 Wickets für 38 Runs. Für England bildeten die Eröffnungs-Batterinnen Tammy Beaumont und Maia Bouchier eine Partnerschaft. Bouchier gelang ein Fifty über 67 Runs, bevor Beaumont nach 76* Runs im 22. Over die Vorgabe einholen konnte. Das neuseeländische Wicket erzielte Brooke Hallidale. Als Spielerin des Spiels wurde Charlie Dean ausgezeichnet.

### Zweites WODI in Worcester
| 30. Juni Scorecard | Worcester | Neuseeland 141 (41.5)         | – | England 142-2 (24.3) |
|                    |           | England gewinnt mit 8 Wickets |   |                      |

England gewann den Münzwurf und entschied sich als Feldmannschaft zu beginnen. Neuseeland verlor früh seine Eröffnungs-Batterinnen, woraufhin Amelia Kerr und Sophie Devine eine Partnerschaft bildeten. Devine schied nach 28 Runs aus und die ihr folgende Maddy Green nach 30 Runs. Kerr verlor ihr Wicket nach 43 Runs und von den verbliebenen Batterinnen konnte lediglich Jess Kerr mit 10 Runs eine zweistellige Run-Zahl hinzufügen. Deren Wicket fiel im 42. Over und setzten die Vorgabe auf 142 Runs. Beste englische Bowlerin war Sophie Ecclestone mit 5 Wickets für 25 Runs. Für England begannen Tammy Beaumont und Maia Bouchier. Beaumont schied nach 28 Runs, während Bouchier die Vorgabe im 25. Over nach einem Century über 100 Runs aus 88 Bällen einholen konnte. Das neuseeländische Wicket erzielte Brooke Hallidale. Als Spielerin des Spiels wurde Maia Bouchier ausgezeichnet.

### Drittes WODI in Bristol
| 3. Juli Scorecard | Bristol | Neuseeland 211-8 (42/42)      | – | England 212-5 (38.4/42) |
|                   |         | England gewinnt mit 5 Wickets |   |                         |

Aufgrund von Regenfällen begann das Spiel verspätet und wurde auf 42 Over je Seite verkürzt. England gewann den Münzwurf und entschied sich als Feldmannschaft zu beginnen. Für Neuseeland bildeten die Eröffnungs-Batterin Suzie Bates mit der dritten Schlagfrau Amelia Kerr eine Partnerschaft. Bate gelangen 24 Runs und die ihr folgende Sophie Devine 43 Runs. Nachdem Brooke Halliday aufs Feld gekommen war, verlor Kerr ihr Wicket nach einem Fifty über 57 Runs. Kurz darauf schied auch Halliday nach 32 Runs aus und von den verbliebenen Batterinnen konnte Lauren Down 14 Runs erreiche und so die Vorgabe auf 211 Runs erhöhen. Beste englische Bowlerin war Lauren Bell mit 5 Wickets für 37 Runs. Für England erzielte Eröffnungs-Batterin Maia Bouchier 19 Runs, bevor Natalie Sciver-Brunt und Sophia Dunkley eine Partnerschaft formten. Dunkley gelangen 15 Runs und die ihr folgende Amy Jones ein Fifty über 50 Runs. Sciver-Brunt konnte daraufhin zusmmane mit Alice Capsey die Vorgabe im 39. Over einholen. Sciver-Brunt erzielte dabei ein Fifty über 76* Runs und Capsey 35* Runs. Beste neuseeländische Bowlerin war Hannah Rowe mit 2 Wickets für 38 Runs. Als Spielerin des Spiels wurde Lauren Bell ausgezeichnet.

## Women’s Twenty20 International

### Erstes WTwenty20 in Southampton
| 6. Juli Scorecard | Southampton | England 197-3 (20)          | – | Neuseeland 138-9 (20) |
|                   |             | England gewinnt mit 59 Runs |   |                       |

Neuseeland gewann den Münzwurf und entschied sich als Feldmannschaft zu beginnen. Für England formten die Eröffnungs-Batterinnen Danni Wyatt und Maia Bouchier eine Partnerschaft. Bouchier schied nach 32 Runs aus und die hineinkommende Natalie Sciver-Brunt gelangen 47 Runs. Nachdem Freya Kemp aufs Feld gekommen war, schied Wyatt nach einem Fifty über 76 Runs aus. Kemop gelangen bis zum Ende des Innings 26* Runs und erhöhte so die Vorgabe auf 198 Runs. Beste neuseeländische Bowlerin war Lea Tahuhu mit 2 Wickets für 33 Runs. Für Neuseeland bildete Eröffnungs-Batterin Suzie Bates zusammen mit der dritten Schlagfrau Amelia Kerr eine Partnerschaft. Kerr erreichte 18 Runs und kurz darauf schied auch Baes nach 43 Runs aus. In der Folge formte Brooke Halliday zusammen mit Jess Kerr eine weitere Partnerschaft. Halliday erreichte 17 Runs und wurde durch Lea Tahuhu ersetzt. Kerr erzielte 38 und Tahuhu verlor mit dem letzten Ball nach 17 Runs ihr Wicket, was jedoch nicht ausreichte, um die Vorgabe zu gefährden. Beste englische Bowlerin war Sarah Glenn mit 3 Wickets für 16 Runs. Als Spielerin des Spiels wurde Danni Wyatt ausgezeichnet.

### Zweites WTwenty20 in Hove
| 9. Juli Scorecard | Hove | England 89-6 (9)                         | – | Neuseeland 42-5 (6.4) |
|                   |      | England gewinnt mit 23 Runs (D/L method) |   |                       |

Das Spiel begann auf Grund von Regenfällen verspätet und wurde auf 9 Over je Seite verkürzt. Neuseeland gewann den Münzwurf und entschied sich als Feldmannschaft zu beginnen. Für England begann Eröffnungs-Batterin Maia Bouchier zusammen mit der dritten Schlagfrau Alice Capsey. Bouchier erreichte 23 und die ihr folgende Natalie Sciver-Brunt gelangen 11 weitere. Daraufhin kam Heather Knight aufs Feld und Capsey schied nach 28 Runs aus. Knight erreichte kurz darauf 15 Runs und so endete das Innings mit einer Vorgabe von 90 Runs. beste neuseeländische Bowlerinnen waren Lea Tahuhu mit zwei Wickets für 20 Runs und Amelia Kerr mit zwei Wickets für 21 Runs. Für Neuseeland konnte lediglich die vierte Batterin Brooke Halliday mit 14 Runs eine zweistellige Runzahl erzielen. Im siebten Over begann es abermals zu regnen. Das Spiel wurde abgebrochen und die Vorgabe für Neuseeland auf 66 Runs verkürzt, was sie verfehlt hatten. Beste englische Bowlerin war Charlie Dean mit zwei Wickets für 3 Runs, die dafür als Spielerin des Spiels ausgezeichnet wurde.

### Drittes WTwenty20 in Canterbury
| 11. Juli Scorecard | Canterbury | Neuseeland 141-8 (20)         | – | England 142-4 (19.2) |
|                    |            | England gewinnt mit 6 Wickets |   |                      |

England gewann den Münzwurf und entschied sich als Feldmannschaft zu beginnen. Für Neuseeland bildete Eröffnungs-Batterin Suzie Bates zusammen mit der dritten Schlagfrau Amelia Kerr eine Partnerschaft. Bates erzielte 38 Runs und kurz darauf schied auch Kerr nach 23 Runs aus. Bis zum Ende des Innings konnte Sophie Devine dann ein Fifty über 58* Runs erzielen, fand jedoch keine Batterin, die sich an ihrer Seite etablieren konnte. So setzte sie die Vorgabe auf 142 Runs. Beste englische Bowlerin war Sophie Ecclestone mit vier Wickets für 25 Runs. Für England formte Eröffnungs-Batterin Sophia Dunkley zusammen mit der dritten Schlagfrau Alice Capsey eine Partnerschaft. Dunkley gelangen 35 Runs aus und an der Seite von Capsey erzielte Amy Jones 19 Runs. Zusammen mit Freya Kemp konnte Capsey dann die Vorgabe vier Bälle vor Schluss einholen. Capsey erreichte dabei ein Fifty über 67* Runs und Kemp 16* Runs. Beste neuseeländische Bowlerin war Fran Jonas mit zwei Wickets für 23 Runs. Als Spielerin des Spiels wurde Alice Capsey ausgezeichnet.

### Viertes WTwenty20 in London
| 13. Juli Scorecard | London (Oval) | Neuseeland 103-8 (20)         | – | England 104-3 (11.3) |
|                    |               | England gewinnt mit 7 Wickets |   |                      |

Neuseeland gewann den Münzwurf und entschied sich als Schlagmannschaft zu beginnen. Für Neuseeland formten die Eröffnungs-Batterinnen Suzie Bates und Georgia Plimmer eine Partnerschaft. Plimmer erzielte 16 Runs und Bates 16 weitere. In der Folge bildeten Maddy Green und Izzy Gaze eine weitere Partnerschaft. Green gelangen 24 Runs und Gaze verlor mit dem letzten ball des Innings ihr Wicket nach 25 Runs. Somit setzten sie die Vorgabe für England auf 104 Runs. Beste englische Bowlerin war Sarah Glenn mit vier Wickets für 19 Runs. Für England formten die Eröffnungs-Batterinnen Danni Wyatt und Sophia Dunkley eine Partnerschaft. Dunkley erreichte 26 Runs und auch Wyatt schied nach 26 Runs aus. Daraufhin konnten Natalie Sciver-Brunt und Heather Knight die Vorgabe im zwölften Over einholen. Brunt gelangen dabei 17* Runs und Knight 14* Runs. Die neuseeländischen Wickets erzielten Eden Carson, Sophie Devine und Lea Tahuhu. Als Spielerin des Spiels wurde Sarah Glenn ausgezeichnet.

### Fünftes WTwenty20 in London
| 17. Juli Scorecard | London (Lord’s) | England 155-7 (20)          | – | Neuseeland 135-8 (20) |
|                    |                 | England gewinnt mit 20 Runs |   |                       |

Neuseeland gewann den Münzwurf und entschied sich als Feldmannschaft zu beginnen. Für England bildete Eröffnungs-Batterin Maia Bouchier zusammen mit der dritten Schlagfrau Alice Capsey eine Partnerschaft. Bouchier erzielte 13 Runs, woraufhin die hineinkommende Natalie Sciver-Brunt 16 Runs erreichte und Capsey kurz darauf nach 25 Runs ausschied. Daraufhin etabliere sich Heather Knight und an ihrer Seite gelang Amy Jones 11 Runs und Charlie Dean 24 Runs. Knight erreichte bis zum Ende des Innings 46* Runs und erhöhte so die Vorgabe auf 156 Runs. Beste neuseeländische Bowlerin war Fran Jonas mit 4 Wickets für 22 Runs. Für Neuseeland formte die Eröffnungs-Batterin Suzie Bates zusammen mit der dritten Schlagfrau Amelia Kerr eine Partnerschaft. Bates erreichte 16 Runs, woraufhin Sophie Devine ins Spiel kam und 12 Runs erzielte. Ihr folgte Brooke Halliday mit 25 Runs und kerr schied nach 43 Runs aus. Den verbliebenen Batterinnen gelang es in der Folge nicht mehr die Vorgabe einzuholen. Beste englische Bowlerin war Lauren Bell mit drei Wickets für 21 Runs. Als Spielerin des Spiels wurde Heather Knight ausgezeichnet.

## Auszeichnungen

### Player of the Series
Als Player of the Series wurden der folgende Spieler ausgezeichnet.
| Serie | Player of the Series |
| ----- | -------------------- |
| WODI  | Maia Bouchier        |
| WT20  | Sarah Glenn          |

### Player of the Match
Als Player of the Match wurden die folgenden Spielerinnen ausgezeichnet.
| Spiel   | Player of the Match |
| ------- | ------------------- |
| 1. WODI | Charlie Dean        |
| 2. WODI | Maia Bouchier       |
| 3. WODI | Lauren Bell         |
| 1. WT20 | Danni Wyatt         |
| 2. WT20 | Charlie Dean        |
| 3. WT20 | Alice Capsey        |
| 4. WT20 | Sarah Glenn         |
| 5. WT20 | Heather Knight      |